# Arrondissement Mende
Mende is een arrondissement van het Franse departement Lozère in de regio Occitanie. De onderprefectuur is Mende.

## Kantons
Het arrondissement was tot 2014 samengesteld uit de volgende kantons:
- Kanton Aumont-Aubrac
- Kanton Le Bleymard
- Kanton La Canourgue
- Kanton Chanac
- Kanton Châteauneuf-de-Randon
- Kanton Fournels
- Kanton Grandrieu
- Kanton Langogne
- Kanton Le Malzieu-Ville
- Kanton Marvejols
- Kanton Mende-Nord
- Kanton Mende-Sud
- Kanton Nasbinals
- Kanton Saint-Alban-sur-Limagnole
- Kanton Saint-Amans
- Kanton Saint-Chély-d'Apcher
- Kanton Saint-Germain-du-Teil
- Kanton Villefort

Na de herindeling van de kantons bij decreet van 25 februari 2014, met uitwerking op 22 maart 2015, zijn dat: 
- Kanton Peyre en Aubrac
- Kanton La Canourgue (deel: 2/8)
- Kanton Bourgs sur Colagne
- Kanton Grandrieu
- Kanton Langogne
- Kanton Marvejols
- Kanton Mende-1
- Kanton Mende-2
- Kanton Saint-Alban-sur-Limagnole
- Kanton Saint-Chély-d'Apcher
- Kanton Saint-Etienne-du-Valdonnez  (deel: 14/18)